# أرتور نيغماتولين
أرتور نيغماتولين (17 مايو 1991 بفلاديفوستوك في روسيا - ) (بالتتارية: Артур Эдуард улы Нигъмәтуллин)‏ هو لاعب كرة قدم روسي في مركز حراسة المرمى. لعب مع أمكار بيرم ونادي سيسكا موسكو ونادي فولغا نيجني نوفغورود ونادي توسنو ونادي موردوفيا سارانسك ونادي خيمكي ونادي أورال يكاترينبورغ.

## روابط خارجية
- أرتور نيغماتولين على موقع قاعدة بيانات كرة القدم.إي يو (الإنجليزية)
- أرتور نيغماتولين على موقع Soccerway.com (الإنجليزية)
- أرتور نيغماتولين على موقع عالم كرة القدم.نت (الإنجليزية)